# Гети
Гети, Ґети (грец. Γέται; лат. Getae) — племена фракійського походження, споріднені з даками, які у VI—IV ст. до н. е. проживали на півночі Балканського півострова, пониззі Дунаю, Добруджі, займали простір до правого берегу річки Дніпро. Зі сходу граничили зі скіфами. Разом з кімерійцями гети в українській історії становлять власне місцеву археологічну культуру; гети також мають безпосереднє відношення до етногенезу українців, увійшли до складу східних слов'ян, перебували на теренах України від бронзової доби (1800—800 років до нашої ери) до доби переселення народів (375—800 роки нашої ери). Науковий світ їх ідентифікує з липицькою культурою.

## Історія
Про гетів відомо з творів Геродота, Плінія Старшого, Страбона, Горація, Овідія, Діона Хрисостома, Клавдія Птоломея, Йордана.
За даними Йордана, що у своєму творі посилається на Оросія, ґетський король Танаусіс зупинив просування єгипетських військ. У битві на березі річки Фазіс Танаїс розбив єгипетську армію, яка до того вже підкорила ефіопів та скіфів.
У V ст. до н. е. гети жили між Балканами та пониззям Дунаю.
У IV ст. до н. е. гети просунулися до узбережжя Чорного моря і на лівий берег Дністра.
Разом зі скіфами брали участь у війні з перським царем Дарієм I у 514 до н. е..
Впродовж IV ст. до н. е. вели війни з македонськими царями Філіппом II та його сином Александром.
Протягом тривалого часу нападали на грецькі колонії у Північному Причорномор'ї, в результаті чого деякі з них (Тіра, Ольвія) були майже цілком знищені; здійснювали набіги на Фракію до Македонії та Іллірії. З 60-х років I століття до н. е. до початку II століття, об'єднавшись з даками в одну державу (військово-племінний союз), вели війни з Римською державою, які закінчились поразкою гетів і включенням їхніх земель Траяном до складу римської провінції Дакія в 106. Найвідомішими правителями гето-дакської держави були королі Беребіста та Децебал.
У «Географії» Страбона згадується країна племені гетів. Воно поділяється на дві гілки — даків та власне гетів. Перші мешкають на заході, в Дакії. Другі біля Понту, на сході країни.
Пізніші автори неправильно надали ім'я гети (Getae) готам.

## Цікаві факти
- У «Трактаті про дві Сарматії» (1517) Матвій із Міхова зазначав, що в давнину гетами називали населення Європейської Сарматії, яка охоплювала ареал проживання русинів, литовців і московитів — від Вісли на заході й Дону на сході[7].